# 神山縣 (日本)
神山縣（日语：〔〕／ Kamiyama ken */?）為日本於1871年設立的行政區劃，最初名稱為宇和島縣（日语：〔〕／ Uwajima ken */?），管轄範圍包括過去明治維新前伊予國南部區域，相當於現在的愛媛縣南予地方；已在1873年與石鐵縣合併為愛媛縣。

## 歷史
1871年日本實施廢藩置縣，伊予國內新谷藩、大洲藩、伊予吉田藩、宇和島藩先後被改設為新谷縣、大洲縣、吉田縣、宇和島縣；同年的第一次府縣整併中，將這四個縣合併，新縣的縣廳設於宇和郡宇和島（位於現在的宇和島市），因此命名為宇和島縣，與最初由宇和島藩改設的縣名稱相同。
最初的宇和島縣轄區相當於現在的西宇和郡伊方町、南宇和郡愛南町的全部地區、西予市、大洲市、北宇和郡鬼北町、八幡濱市、宇和島市、北宇和郡松野町的部分地區。
合併後的新宇和島縣轄區則擴大到現在的伊予市、伊予郡砥部町、喜多郡内子町全部、西予市、大洲市、八幡濱市、宇和島市、北宇和郡鬼北町、伊予郡松前町、北宇和郡松野町的少部分、松山市、上浮穴郡久萬高原町各一部份。合併後擁有76,064戶、人口357,413人、石高22萬餘石。
但由於新政府希望避免新成立的縣名與過去的藩名相同，因此在隔年更名為神山縣。
1873年與同樣位於伊予國內的石鐵縣合併為愛媛縣。

## 歴任知事
宇和島縣
| 職稱       | 姓名     | 上任日期                | 卸任日期                | 備註                         |
| ---------- | -------- | ----------------------- | ----------------------- | ---------------------------- |
| 參事       | 平岡準   | 1871年11月15日（舊曆）  | 1871年11月23日 （舊曆） | 前靜岡縣権少參事、原幕臣     |
| 空缺       | 空缺     | 1871年11月23日 （舊曆） | 1871年12月12日（舊曆）  |                              |
| 權令       | 間島冬道 | 1871年12月12日（舊曆）  | 1872年6月23日（舊曆）   | 前名古屋縣參事、原尾張藩藩士 |
| 參考資料： |          |                         |                         |                              |

神山縣
| 職稱       | 姓名     | 上任日期              | 卸任日期              | 備註                                               |
| ---------- | -------- | --------------------- | --------------------- | -------------------------------------------------- |
| 權令       | 間島冬道 | 1872年6月23日（舊曆） | 1872年7月25日（舊曆） | 前宇和島縣權令                                     |
| 參事       | 江木康直 | 1872年7月25日（舊曆） | 1873年2月20日         | 前神山縣權參事、原山口藩藩士，後繼續擔任愛媛縣參事 |
| 參考資料： |          |                       |                       |                                                    |